# Patersonia glabrata
Patersonia glabrata är en irisväxtart som beskrevs av Robert Brown. Patersonia glabrata ingår i släktet Patersonia och familjen irisväxter. Inga underarter finns listade i Catalogue of Life.